# Марселінью Каріока
Марселінью Каріока (порт. Marcelinho Carioca, нар. 31 грудня 1971, Ріо-де-Жанейро) — бразильський футболіст, що грав на позиції півзахисника.
Виступав, зокрема, за «Фламенго» та «Корінтіанс», а також національну збірну Бразилії.

## Клубна кар'єра
Марселінью Каріока вихованець клубу «Фламенго», куди він прийшов у віці 14 років. 30 листопада 1988 року він дебютував в основному складі клубу в матчі з «Флуміненсе», замінивши по ходу гри травмованого Зіко. Незабаром Марселінью став гравцем основи команди. У 1990 році він допоміг клубу виграти Кубок Бразилії, а через два роки перемогти в чемпіонаті країни. У 1993 році Каріоку спіткала невдача: він єдиний не забив післяматчевий пенальті у фіналі Суперкубка Лібертадорес проти «Сан-Паулу», через що його клуб втратив трофей.

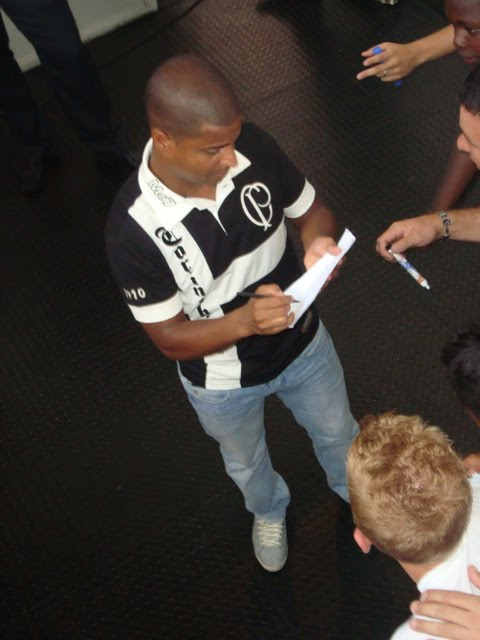
Марселінью Каріока роздає автографи

В тому ж 1993 році керівники «Фламенго», проти волі гравця, почали переговори про його продаж в «Корінтіанс» за 800 тис. доларів. 23 грудня, в день представлення Марселінью гравцем «Корінтіанса», він сказав: «Я прийшов в „Корінтіанс“, щоб стати чемпіоном». За період з 1994 по 1997 рік Каріока виграв з клубом Кубок Бразилії, де забив два голи у фіналі з «Греміо», і два чемпіонати штату Сан-Паулу. Також в той період футболіст проходив по справі про ухиляння від сплати податків.
У 1997 році Марселінью був проданий в іспанську «Валенсію» за 7 млн доларів. Контракт був підписаний на 5 років. Проте бразилець не зміг пристосуватися до іспанського футболу, в результаті чого провів за клуб лише 5 матчів. Півзахисник вирішив повернутися на батьківщину.
Едоардо Жозе Фарах, президент Федерації футболу Пауліста, викупив трансфер гравця. Він придумав схему, яку назвав «Дзвінок Марселінью», згідно їй, представники чотирьох провідних клубів Сан-Паулу повинні були телефонувати на платний номер (ціна — три реала); та команда, найбільше число прихільників якої зателефонує, підпише з Каріокою контракт. Перемогу здобув «Корінтіанс»: вболівальники цього клубу склали 62,5 % дзвінків; «Сан-Паулу» набрав 20,3 %, «Сантос» — 9,5 %, а «Палмейрас» 7,7 %. В «Корінтіансі» Марселінью виступав ще три сезони. Він став, як і обіцяв, з клубом чемпіоном країни, двічі виграв чемпіонат Сан-Паулу, а також допоміг команді виграти клубний чемпіонат світу. У 1999 році Марселінью виграв «Золотий м'яч», який вручається кращому гравцеві чемпіонату Бразилії. Піти з «Корінтіанса» футболіста змусив конфлікт з партнером по команді, Рікардінью, в результаті якого всі одноклубники ополчилися проти Марселінью, який був змушений покинути клуб, не впоравшись з тиском.
Півзахисник на недовгий час перейшов в «Сантос», а потім поїхав до Японії у клуб «Гамба Осака», де провів один сезон. Потім грав у «Васко да Гамі», з яким виграв чемпіонат Ріо-де-Жанейро, аравійському «Аль-Насрі», французькому «Аяччо» та «Бразильєнсе».
У 2006 році Марселінью повернувся в «Корінтіанс», але виступав там недовго. Він знову опинився у центрі скандалу, посварившись з партнером по команді Хав'єром Маскерано. Футболіст покинув клуб на прохання головного тренера команди, Емерсона Леао, який попросив продати гравця в клуб «Санту-Андре». У ньому гравець й провів свою останню гру, 6 грудня 2009 року; в ній його команда програла «Інтернасьйоналу» з рахунком 1:4.
13 січня 2010 року Марселінью Каріока зіграв свій прощальний матч. В ньому зустрічалися його «Корінтіанс» і аргентинський «Уракан». Команда Каріоки перемогла 3:0; сам футболіст вийшов на поле з номером 100 на спині і провів перший тайм.
У травні 2012 року відправився на клубний чемпіонат світу з пляжного футболу у складі «Корінтіанса».
Марселінью має свою футбольну школу. Одним з її вихованців став Лукас Моура. Також є співаком і лідером євангелістського гурту «Божественне натхнення».

## Виступи за збірні
Марселінью кілька разів викликався до складу збірної Бразилії, однак на поле не виходив. У 1998 році тренером національної команди став Вандерлей Лушембурго, який добре знав півзахисника по роботі в «Корінтіансі». Сам же гравець гаряче вітав прихід наставника на цей пост. На свій дебютний матч, проти Югославії, Лушембруго запросив Каріоку. Більше того, він поставив його у стартовий склад, і півзахисник не підвів тренера, забивши гол вже на 16 хвилині гри ударом зі штрафного; зустріч завершилася внічию 1:1. Потім він зіграв матч проти Еквадору, де також забив, а його команда перемогла 5:1. Але потім футболіст перестав викликатися до табору національної команди. Сам Марселінью назвав причину в тому, що він відбив дівчину у Люшембурго, а той таким чином йому помстився.
25 квітня 2001 року, вже після відставки Лушембурго, Каріока зіграв свій третій і останній матч за збірну, в ньому бразильці зіграли внічию з Перу.

## Титули і досягнення

### Командні
- Чемпіон Бразилії: 1992, 1998, 1999
- Володар Кубка Бразилії: 1990, 1995
- Володар Трофею Ріо: 1991
- Чемпіон штату Ріо-де-Жанейро: 1991, 2003
- Чемпіон штату Сан-Паулу: 1995, 1997, 1999, 2001
- Переможець клубного чемпіонат світу: 2000

### Особисті
- Володар «Золотого м'яча» Бразилії: 1999